# Nullsoft
Nullsoft fue una empresa de software creada por el programador estadounidense Justin Frankel. Nullsoft es la empresa creadora de varios programas populares, en particular el reproductor multimedia Winamp y el servidor de audio streaming SHOUTcast.
El nombre de la compañía es un juego de palabras con el nombre Microsoft, siendo null (o nulo) menor que micro. Nullsoft fue adquirida por America Online en 1999 y actualmente existe como una subsidiaria.
Nullsoft creó también varios programas libres, entre ellos el sistema de instalación de software NSIS, el cual ha adquirido amplia popularidad como alternativa al no libre, InstallShield.